# Win, Lose or Draw
| 전문가 평가                    | 전문가 평가   |
| 평가 점수                      | 평가 점수     |
| 출처                           | 점수          |
| ------------------------------ | ------------- |
| Allmusic                       | [ 1 ]         |
| The Atlanta Constitution       | (Mixed)       |
| The Calgary Herald             | (Favorable)   |
| Detroit Free Press             | (Favorable)   |
| Los Angeles Times              | (Favorable)   |
| New York Daily News            | (Mixed)       |
| The Philadelphia Inquirer      | (Mixed)       |
| Rolling Stone                  | (Favorable)   |
| The Rolling Stone Record Guide | [ 9 ]         |
| The Rolling Stone Album Guide  | [ 10 ]        |
| Rough Guide to Rock            | (Unfavorable) |
| The Village Voice              | C             |

《Win, Lost or Draw》는 미국의 록 밴드 올맨 브라더스 밴드의 다섯 번째 스튜디오 음반이다. 조니 샌들린과 밴드가 프로듀싱하였으며, 1975년 8월 22일, 미국에서 카프리콘 레코드에 의해 발매되었다. 이 음반은 베이시스트 라마 윌리엄스와 피아니스트 척 리벨이 참여한 마지막 스튜디오 음반이었다.
이 밴드는 《Brothers and Sisters》를 발매하여 비평가들과 상업적 성공을 거두었다. 그 그룹은 이듬해 순회 공연을 가졌으며, 많은 인파를 끌어모았고 상당한 돈을 벌었으며, 멤버들 사이에서는 내부 긴장이 고조되었다. 보컬리스트이자 키보디스트인 그레그 올맨과 보컬리스트이자 기타리스트인 디키 베츠는 솔로 음반인 《The Gregg Allman Tour》와 《Highway Call》을 발표했는데, 이 두 음반은 밴드의 결속력에 대한 추측을 불러일으켰다.
밴드가 《Win, Lost or Draw》 작업을 위해 다시 뭉쳤을 때, 리허설에서 해결되지 않은 문제들이 발생했다. 이 밴드는 특히 올맨이 로스앤젤레스로 이사하기로 한 결정과 팝 스타 셰어와의 타블로이드 관계에 대해 비판적이었다. 오소통과 분노가 사상 최고조에 달하면서 밴드는 몇 달 동안 그들의 일반적인 녹음 방식과 극명한 대조를 이루며 음반을 완성했다. 밴드 멤버들은 종종 스튜디오에 동시에 참석할 수 없었다.
음반이 나왔을 때의 평은 엇갈려 긍정적이었지만, 회고적인 평은 대체로 좋지 않았다. 이 음반은 빌보드 200 차트에서 5위에 올랐다.

## 배경
올맨 브라더스 밴드의 네 번째 스튜디오 음반인 《Brothers and Sisters》는 1973년 8월에 상당한 상업적 성공을 거두며 발매되었다. 밴드는 약물 사용이 증가함에 따라 거의 독점적으로 경기장과 경기장을 연주하기 시작했다. 1974년까지 밴드는 정기적으로 쇼당 10만 달러를 벌어들였고, 레드 제플린, 딥 퍼플, 롤링 스톤스가 사용하는 맞춤형 보잉 720B인 스타쉽을 임대했다. 이 밴드는 1974년 5월부터 8월까지 25번의 공연을 위해 순회 공연을 가졌지만, 점점 더 긴장감이 감돌면서 공연을 마친 후 휴식을 취했다. 이 밴드는 6월에 조지아 잼에서 레너드 스키너드와 마셜 터커 밴드와 함께 연주하면서 거의 15만 달러를 받았다. 이 밴드는 또한 런던과 암스테르담에서 첫 해외 콘서트를 열었다.

## 삽화
트위그스 린든이 디자인한 이 커버에는 버려진 올드 웨스트 살롱의 내부 사진이 그려져 있다. 반쯤 비어 있는 위스키 병과 카드, 칩이 얹힌 포커 테이블이 현 멤버들을 대표하는 6개의 빈 의자로 둘러싸여 정면과 중앙에 자리하고 있다. 마찬가지로, 두 개의 빈 의자는 과거의 멤버인 듀안 올맨과 베리 오클리를 대표하는 탁자 뒤에 기대어 있다. "저는 그 커버를 정확히 이해하지 못했습니다. 나는 많은 해석을 들었고 각각의 해석은 점점 더 깊어갔습니다. 내가 확실히 아는 것은 그것이 약간 걱정스럽다는 것뿐입니다,"라고 샌들린이 말했다. 이 사진은 애틀랜타의 언더그라운드에 있는 전 멀렌브링스 살롱에서 찍은 것다.

## 곡 목록
| #  | 제목                                        | 작사·작곡   | 재생 시간 |
| -- | ------------------------------------------- | ----------- | --------- |
| 1. | 〈Can't Lose What You Never Had〉           | 머디 워터스 | 5:49      |
| 2. | 〈Just Another Love Song〉                  | 디키 베츠   | 2:44      |
| 3. | 〈Nevertheless〉                            | 그레그 올맨 | 3:32      |
| 4. | 〈Win, Lose or Draw〉                       | 올맨        | 4:45      |
| 5. | 〈Louisiana Lou and Three Card Monty John〉 | 베츠        | 3:45      |

| #  | 제목           | 작사·작곡      | 재생 시간 |
| -- | -------------- | -------------- | --------- |
| 1. | 〈High Falls〉 | 베츠           | 14:28     |
| 2. | 〈Sweet Mama〉 | 빌리 조 셰이버 | 3:32      |

## 인증
| 국가                       | 인증 | 판매량/출하량 |
| -------------------------- | ---- | ------------- |
| 미국 (RIAA)                | 골드 | 500,000^      |
| ^출하량을 기반으로 한 인증 |      |               |